# Chambly (Québec)
Chambly è un comune del Canada, situato nella provincia del Québec, nella regione di Montérégie.